# Hans Andersen (żużlowiec)
Hans Niklas Andersen, właśc. Hans Nørgaard Andersen (ur. 3 listopada 1980 w Odense) – duński żużlowiec.

## Życiorys
Swoją karierę rozpoczął startując na minitorach. W 1995 roku został indywidualnym mistrzem Danii w tej odmianie sportu żużlowego (przeznaczonej dla zawodników do 16 roku życia). Rok później został mistrzem Danii juniorów w żużlu na torach klasycznych. W 2003 roku po raz pierwszy wystartował w cyklu Grand Prix (w żużlowych indywidualnych mistrzostwach świata). Rok później niespodziewanie stanął na podium GP Słowenii w Kršku oraz wygrał GP Skandynawii w Göteborgu, wyprzedzając na dystansie późniejszego mistrza świata Jasona Crumpa. Ostatecznie w całym cyklu zajął 9. miejsce, z jednym punktem straty do premiowanej awansem do przyszłorocznego cyklu czołowej "ósemki". W tym samym roku zdobył również brązowy medal indywidualnych mistrzostw Europy.
Po udanym sezonie znalazł zatrudnienie w polskiej lidze, w barwach WTS Wrocław. W lidze brytyjskiej reprezentował Ipswich Witches, a w lidze szwedzkiej Luxo Stars Målilla. W rodzimej lidze duńskiej zdobywał punkty dla Fredericii. W sezonie 2004 w Grand Prix nie powtórzył sukcesów z roku poprzedniego, zajął ostatecznie 12. miejsce, notując pechowe występy w Cardiff, gdzie jadąc w finale na drugiej pozycji wpadł w koleinę, czy w Bydgoszczy, gdzie dwa razy w jednym wyścigu zanotował upadek na pierwszym łuku.
W roku 2006 Duńczyk nie startował w cyklu Grand Prix jako stały uczestnik. Otrzymał jednak "dziką kartę" na występ w GP Danii. Andersen zawody wygrał, powtarzając wyczyn Marka Lorama z 1999 i Martina Dugarda z 2000, stając się trzecim zawodnikiem, który wygrał turniej Grand Prix nie będąc stałym uczestnikiem cyklu. Po tym udanym starcie otrzymał dziką kartę również na GP Skandynawii, gdzie ostatecznie zajął drugie miejsce. Nieoczekiwanie, po ogłoszeniu zakończenia kariery przez Tony Rickardssona, Andersen (jako pierwszy rezerwowy) wystartował także w GP Włoch, gdzie zajął trzecią lokatę.
W sezonie 2006 Andersen występował w czterech ligach - bronił barw WTS Wrocław (Polska), Peterborough Panthers (Wielka Brytania), Luxo Stars Målilla (Szwecja) i Brovst (Dania). Startując w sześciu (na dziesięć) turniejach z cyklu Grand Prix (nowa formuła Indywidualnych Mistrzostw Świata na Żużlu), zakończył sezon jako szósty zawodnik Świata, wygrywając przy tym dwa turnieje (Kopenhaga, Praga). Duńczyk został także Drużynowym Mistrzem Polski z Wrocławiem, Mistrzem Elite League z Peterborough Panthers i brązowym medalistą Drużynowych Mistrzostw Szwecji (Luxo Stars). Wart odnotowania jest fakt, że jego średnia biegopunktowa w żadnej lidze nie spadła poniżej 2,4 punktu na wyścig (przy maksymalnej średniej wynoszącej 3,0). Andersen tak w Polsce, jak w Szwecji i Anglii uplasował się w czołowej piątce zawodników ligi.
W sezonie 2007 nadal (trzeci rok z rzędu) klubem Hansa Andersena był WTS Wrocław, z którym zdobył brązowy medal Drużynowych Mistrzostw Polski. Duńczyk reprezentował także angielskie Peterborough Panthers, i kolejny - już ósmy sezon szwedzką Dackarnę Målilla (wcześniejsza nazwa - Luxo Stars)i zdobył z nią tytuł Drużynowego Mistrza Szwecji. W 2007 Andersen startował także jako stały uczestnik w cyklu Grand Prix na żużlu, w którym zajął 5. miejsce.
Od początku kariery Andersen wypracował sobie oryginalną technikę jazdy, z wysoko podniesionymi do góry łokciami, stąd jego pseudonim „Ugly Duck” (pol. brzydkie kaczątko).
Na początku 2024 roku oficjalnie ogłosił zakończenie kariery zawodowej.

## Przynależność klubowa
Dania
- do uzupełnienia
- Fjelsted Speedway Klub

Szwecja
- Dackarna Målilla (1999–2011)
- Indianerna Kumla (2012)
- Vastervik Speedway (2013–2014)
- Dackarna Målilla (2015)
- Lejonen Gislaved (2016–2017)
- Dackarna Målilla (2018)

Polska
- Start Gniezno (1999)
- TŻ Opole (2000)
- Pergo Gorzów Wielkopolski (2001)
- TŻ Lublin (2003)
- WTS Wrocław (2005–2007)
- KS Toruń (2008)
- Wybrzeże Gdańsk (2009)
- KS Toruń (2010)
- Stal Gorzów Wielkopolski (2011)
- GTŻ Grudziądz (2012)
- Polonia Bydgoszcz (2013–2014)
- Orzeł Łódź (2015–2020)
- Kolejarz Rawicz (2023)

Wielka Brytania
- Poole Pirates (2001–2002)
- Peterborough Panthers (2003)
- Ipswich Witches (2004–2005)
- Peterborough Panthers (2006–2008)
- Coventry Bees (2008)
- Poole Pirates (2009)
- Belle Vue Aces (2010)
- Peterborough Panthers (2011)
- Coventry Bees (2011)
- Swindon Robins (2012–2013)
- Coventry Bees (2014–2015)
- Poole Pirates (2016–2017)
- Leicester Lions (2018)

## Starty w Grand Prix (Indywidualnych Mistrzostwach Świata na żużlu)

### Zwycięstwa w zawodach
| Nr | Dzień       | Rok  | Nazwa                  | Miejscowość | Tor                   | Długość toru |
| -- | ----------- | ---- | ---------------------- | ----------- | --------------------- | ------------ |
| 1. | 21 sierpnia | 2004 | Grand Prix Skandynawii | Göteborg    | Ullevi (sztuczny tor) | 404m         |
| 2. | 24 czerwca  | 2006 | Grand Prix Danii       | Kopenhaga   | Parken (sztuczny tor) | 275m         |
| 3. | 26 sierpnia | 2006 | Grand Prix Czech       | Praga       | Stadion Markéta       | 353m         |
| 4. | 27 września | 2008 | Grand Prix Włoch       | Lonigo      | Stadion Santa Marina  | 334          |

### Miejsca na podium
| Nr  | Dzień           | Rok  | Nazwa                        | Miejscowość | Tor                               | Miejsce | Punkty | Biegi           | Zwycięzca        |
| --- | --------------- | ---- | ---------------------------- | ----------- | --------------------------------- | ------- | ------ | --------------- | ---------------- |
| 1.  | 21 sierpnia     | 2004 | Grand Prix Skandynawii       | Göteborg    | Ullevi (sztuczny tor)             | 1       | 25     | (3,1,3,2,3,3,3) | –                |
| 2.  | 4 września      | 2004 | Grand Prix Słowenii          | Krško       | Stadion Matije Gubca              | 3       | 18     | (2,2,2,3,1)     | Tony Rickardsson |
| 3.  | 24 czerwca      | 2006 | Grand Prix Danii             | Kopenhaga   | Parken (sztuczny tor)             | 1       | 25     | (1,3,3,3,1,3,3) | –                |
| 4.  | 29 lipca        | 2006 | Grand Prix Włoch             | Lonigo      | Stadion Santa Marina              | 3       | 18     | (3,3,3,2,3,3,1) | Jason Crump      |
| 5.  | 11 sierpnia     | 2006 | Grand Prix Skandynawii       | Målilla     | G&B Stadium                       | 2       | 20     | (3,3,2,1,3,2,2) | Andreas Jonsson  |
| 6.  | 26 sierpnia     | 2006 | Grand Prix Czech             | Praga       | Stadion Markéta                   | 1       | 25     | (2,2,3,2,3,3,3) | –                |
| 7.  | 12 maja         | 2007 | Grand Prix Europy            | Wrocław     | Stadion Olimpijski                | 2       | 13     | (0,3,1,0,2,3,4) | Nicki Pedersen   |
| 8.  | 26 maja         | 2007 | Grand Prix Szwecji           | Eskilstuna  | Smedstadium                       | 2       | 20     | (3,2,3,3,2,3,4) | Leigh Adams      |
| 9.  | 26 kwietnia     | 2008 | Grand Prix Słowenii          | Krško       | Stadion Matije Gubca              | 3       | 14     | (0,3,3,2,2,2,2) | Tomasz Gollob    |
| 10. | 2 sierpnia      | 2008 | Grand Prix Czech             | Praga       | Stadion Markéta                   | 2       | 16     | (2,3,1,1,2,3,4) | Nicki Pedersen   |
| 11. | 16 sierpnia     | 2008 | Grand Prix Skandynawii       | Målilla     | G&B Stadium                       | 2       | 20     | (3,3,3,3,1,3,4) | Leigh Adams      |
| 12. | 27 września     | 2008 | Grand Prix Włoch             | Lonigo      | Stadion Santa Marina              | 1       | 21     | (3,2,3,2,2,3,6) | –                |
| 13. | 18 października | 2008 | Finał Grand Prix 2008        | Bydgoszcz   | Stadion Polonii                   | 2       | 17     | (2,2,2,3,1,3,4) | Tomasz Gollob    |
| 14. | 27 czerwca      | 2009 | Grand Prix Wielkiej Brytanii | Cardiff     | Millennium Stadium (sztuczny tor) | 3       | 15     | (3,3,3,1,1,2,2) | Jason Crump      |
| 15. | 15 sierpnia     | 2009 | Grand Prix Skandynawii       | Målilla     | G&B Stadium                       | 3       | 14     | (0,3,1,3,3,2,2) | Tomasz Gollob    |
| 16. | 26 września     | 2009 | Grand Prix Włoch             | Terenzano   | Olympia Stadium                   | 2       | 18     | (3,1,3,3,2,2,4) | Tomasz Gollob    |

### Punkty w poszczególnych zawodachGrand Prix
| Sezon 2002                   |                         |                                |                                |                                |                                 |                           |                        |                                |                          |                            |                   |         |         |         |         |         |         |         |         |         |         |         |         |         |         |        |        |        |        |        |        |        |        |        |        |        |        |        |        |        |        |        |        |        |        |        |        |
| GP Norwegii – Hamar          | GP Polski – Bydgoszcz   | GP Wielkiej Brytanii – Cardiff | GP Słowenii – Krško            | GP Szwecji – Sztokholm         | GP Czech – Praga                | GP Skandynawii – Göteborg | GP Europy – Chorzów    | GP Danii – Vojens              | GP Australii – Sydney    | miejsce                    | miejsce           | miejsce | miejsce | miejsce | miejsce | miejsce | miejsce | miejsce | miejsce | miejsce | miejsce | miejsce | miejsce | miejsce | miejsce | punkty | punkty | punkty | punkty | punkty | punkty | punkty | punkty | punkty | punkty | punkty | punkty | punkty | punkty | punkty | punkty | punkty | punkty | punkty | punkty | punkty | punkty |
| –                            | –                       | –                              | –                              | –                              | –                               | –                         | –                      | 1                              | –                        | 39                         | 39                | 39      | 39      | 39      | 39      | 39      | 39      | 39      | 39      | 39      | 39      | 39      | 39      | 39      | 39      | 1      | 1      | 1      | 1      | 1      | 1      | 1      | 1      | 1      | 1      | 1      | 1      | 1      | 1      | 1      | 1      | 1      | 1      | 1      | 1      | 1      | 1      |
| Sezon 2003                   |                         |                                |                                |                                |                                 |                           |                        |                                |                          |                            |                   |         |         |         |         |         |         |         |         |         |         |         |         |         |         |        |        |        |        |        |        |        |        |        |        |        |        |        |        |        |        |        |        |        |        |        |        |
| GP Europy – Chorzów          | GP Szwecji – Avesta     | GP Wielkiej Brytanii – Cardiff | GP Danii – Kopenhaga           | GP Słowenii – Krško            | GP Skandynawii – Göteborg       | GP Czech – Praga          | GP Polski – Bydgoszcz  | GP Norwegii – Hamar            | miejsce                  | miejsce                    | miejsce           | miejsce | miejsce | miejsce | miejsce | miejsce | miejsce | miejsce | miejsce | miejsce | miejsce | miejsce | miejsce | miejsce | miejsce | punkty | punkty | punkty | punkty | punkty | punkty | punkty | punkty | punkty | punkty | punkty | punkty | punkty | punkty | punkty | punkty | punkty | punkty | punkty | punkty | punkty | punkty |
| 3                            | 4                       | –                              | –                              | –                              | 11                              | 11                        | 6                      | 6                              | 17                       | 17                         | 17                | 17      | 17      | 17      | 17      | 17      | 17      | 17      | 17      | 17      | 17      | 17      | 17      | 17      | 17      | 41     | 41     | 41     | 41     | 41     | 41     | 41     | 41     | 41     | 41     | 41     | 41     | 41     | 41     | 41     | 41     | 41     | 41     | 41     | 41     | 41     | 41     |
| Sezon 2004                   |                         |                                |                                |                                |                                 |                           |                        |                                |                          |                            |                   |         |         |         |         |         |         |         |         |         |         |         |         |         |         |        |        |        |        |        |        |        |        |        |        |        |        |        |        |        |        |        |        |        |        |        |        |
| GP Szwecji – Sztokholm       | GP Czech – Praga        | GP Europy – Wrocław            | GP Wielkiej Brytanii – Cardiff | GP Danii – Kopenhaga           | GP Skandynawii – Göteborg       | GP Słowenii – Krško       | GP Polski – Bydgoszcz  | GP Norwegii – Hamar            | miejsce                  | miejsce                    | miejsce           | miejsce | miejsce | miejsce | miejsce | miejsce | miejsce | miejsce | miejsce | miejsce | miejsce | miejsce | miejsce | miejsce | miejsce | punkty | punkty | punkty | punkty | punkty | punkty | punkty | punkty | punkty | punkty | punkty | punkty | punkty | punkty | punkty | punkty | punkty | punkty | punkty | punkty | punkty | punkty |
| 4                            | 6                       | 3                              | 3                              | 7                              | 25                              | 18                        | 8                      | 6                              | 9                        | 9                          | 9                 | 9       | 9       | 9       | 9       | 9       | 9       | 9       | 9       | 9       | 9       | 9       | 9       | 9       | 9       | 80     | 80     | 80     | 80     | 80     | 80     | 80     | 80     | 80     | 80     | 80     | 80     | 80     | 80     | 80     | 80     | 80     | 80     | 80     | 80     | 80     | 80     |
| Sezon 2005                   |                         |                                |                                |                                |                                 |                           |                        |                                |                          |                            |                   |         |         |         |         |         |         |         |         |         |         |         |         |         |         |        |        |        |        |        |        |        |        |        |        |        |        |        |        |        |        |        |        |        |        |        |        |
| GP Europy – Wrocław          | GP Szwecji – Eskilstuna | GP Słowenii – Krško            | GP Wielkiej Brytanii – Cardiff | GP Danii – Kopenhaga           | GP Czech – Praga                | GP Skandynawii – Målilla  | GP Polski – Bydgoszcz  | GP Włoch – Lonigo              | miejsce                  | miejsce                    | miejsce           | miejsce | miejsce | miejsce | miejsce | miejsce | miejsce | miejsce | miejsce | miejsce | miejsce | miejsce | miejsce | miejsce | miejsce | punkty | punkty | punkty | punkty | punkty | punkty | punkty | punkty | punkty | punkty | punkty | punkty | punkty | punkty | punkty | punkty | punkty | punkty | punkty | punkty | punkty | punkty |
| 2                            | 8                       | 9                              | 16                             | 8                              | 3                               | 5                         | 5                      | 8                              | 12                       | 12                         | 12                | 12      | 12      | 12      | 12      | 12      | 12      | 12      | 12      | 12      | 12      | 12      | 12      | 12      | 12      | 64     | 64     | 64     | 64     | 64     | 64     | 64     | 64     | 64     | 64     | 64     | 64     | 64     | 64     | 64     | 64     | 64     | 64     | 64     | 64     | 64     | 64     |
| Sezon 2006                   |                         |                                |                                |                                |                                 |                           |                        |                                |                          |                            |                   |         |         |         |         |         |         |         |         |         |         |         |         |         |         |        |        |        |        |        |        |        |        |        |        |        |        |        |        |        |        |        |        |        |        |        |        |
| GP Słowenii – Krško          | GP Europy – Wrocław     | GP Szwecji – Eskilstuna        | GP Wielkiej Brytanii – Cardiff | GP Danii – Kopenhaga           | GP Włoch – Lonigo               | GP Skandynawii – Målilla  | GP Czech – Praga       | GP Łotwy – Dyneburg            | GP Polski – Bydgoszcz    | miejsce                    | miejsce           | miejsce | miejsce | miejsce | miejsce | miejsce | miejsce | miejsce | miejsce | miejsce | miejsce | miejsce | miejsce | miejsce | miejsce | punkty | punkty | punkty | punkty | punkty | punkty | punkty | punkty | punkty | punkty | punkty | punkty | punkty | punkty | punkty | punkty | punkty | punkty | punkty | punkty | punkty | punkty |
| –                            | –                       | –                              | –                              | 25                             | 18                              | 20                        | 25                     | 4                              | 9                        | 6                          | 6                 | 6       | 6       | 6       | 6       | 6       | 6       | 6       | 6       | 6       | 6       | 6       | 6       | 6       | 6       | 101    | 101    | 101    | 101    | 101    | 101    | 101    | 101    | 101    | 101    | 101    | 101    | 101    | 101    | 101    | 101    | 101    | 101    | 101    | 101    | 101    | 101    |
| Sezon 2007                   |                         |                                |                                |                                |                                 |                           |                        |                                |                          |                            |                   |         |         |         |         |         |         |         |         |         |         |         |         |         |         |        |        |        |        |        |        |        |        |        |        |        |        |        |        |        |        |        |        |        |        |        |        |
| GP Włoch – Lonigo            | GP Europy – Wrocław     | GP Szwecji – Eskilstuna        | GP Danii – Kopenhaga           | GP Wielkiej Brytanii – Cardiff | GP Czech – Praga                | GP Skandynawii – Målilla  | GP Łotwy – Dyneburg    | GP Polski – Bydgoszcz          | GP Słowenii – Krško      | GP Niemiec – Gelsenkirchen | miejsce           | miejsce | miejsce | miejsce | miejsce | miejsce | miejsce | miejsce | miejsce | miejsce | miejsce | miejsce | miejsce | miejsce | miejsce | punkty | punkty | punkty | punkty | punkty | punkty | punkty | punkty | punkty | punkty | punkty | punkty | punkty | punkty | punkty | punkty | punkty | punkty | punkty | punkty | punkty | punkty |
| 9                            | 13                      | 20                             | 12                             | 13                             | 8                               | 12                        | 5                      | 3                              | 3                        | 9                          | 5                 | 5       | 5       | 5       | 5       | 5       | 5       | 5       | 5       | 5       | 5       | 5       | 5       | 5       | 5       | 107    | 107    | 107    | 107    | 107    | 107    | 107    | 107    | 107    | 107    | 107    | 107    | 107    | 107    | 107    | 107    | 107    | 107    | 107    | 107    | 107    | 107    |
| Sezon 2008                   |                         |                                |                                |                                |                                 |                           |                        |                                |                          |                            |                   |         |         |         |         |         |         |         |         |         |         |         |         |         |         |        |        |        |        |        |        |        |        |        |        |        |        |        |        |        |        |        |        |        |        |        |        |
| GP Słowenii – Krško          | GP Europy – Leszno      | GP Szwecji – Göteborg          | GP Danii – Kopenhaga           | GP Wielkiej Brytanii – Cardiff | GP Czech – Praga                | GP Skandynawii – Målilla  | GP Łotwy – Dyneburg    | GP Polski – Bydgoszcz          | GP Włoch – Lonigo        | GP Finał – Bydgoszcz       | miejsce           | miejsce | miejsce | miejsce | miejsce | miejsce | miejsce | miejsce | miejsce | miejsce | miejsce | miejsce | miejsce | miejsce | miejsce | punkty | punkty | punkty | punkty | punkty | punkty | punkty | punkty | punkty | punkty | punkty | punkty | punkty | punkty | punkty | punkty | punkty | punkty | punkty | punkty | punkty |        |
| 14                           | 6                       | 8                              | 11                             | 9                              | 16                              | 20                        | 7                      | 11                             | 21                       | 17                         | 5                 | 5       | 5       | 5       | 5       | 5       | 5       | 5       | 5       | 5       | 5       | 5       | 5       | 5       | 5       | 140    | 140    | 140    | 140    | 140    | 140    | 140    | 140    | 140    | 140    | 140    | 140    | 140    | 140    | 140    | 140    | 140    | 140    | 140    | 140    | 140    |        |
| Sezon 2009                   |                         |                                |                                |                                |                                 |                           |                        |                                |                          |                            |                   |         |         |         |         |         |         |         |         |         |         |         |         |         |         |        |        |        |        |        |        |        |        |        |        |        |        |        |        |        |        |        |        |        |        |        |        |
| GP Czech – Praga             | GP Europy – Leszno      | GP Szwecji – Göteborg          | GP Danii – Kopenhaga           | GP Wielkiej Brytanii – Cardiff | GP Łotwy – Dyneburg             | GP Skandynawii – Målilla  | GP Nordyckie – Vojens  | GP Słowenii – Krško            | GP Włoch – Terenzano     | GP Polski – Bydgoszcz      | miejsce           | miejsce | miejsce | miejsce | miejsce | miejsce | miejsce | miejsce | miejsce | miejsce | miejsce | miejsce | miejsce | miejsce | miejsce | punkty | punkty | punkty | punkty | punkty | punkty | punkty | punkty | punkty | punkty | punkty | punkty | punkty | punkty | punkty | punkty | punkty | punkty | punkty | punkty | punkty |        |
| 6                            | 6                       | 5                              | 6                              | 15                             | 9                               | 14                        | 4                      | 5                              | 18                       | 3                          | 10                | 10      | 10      | 10      | 10      | 10      | 10      | 10      | 10      | 10      | 10      | 10      | 10      | 10      | 10      | 91     | 91     | 91     | 91     | 91     | 91     | 91     | 91     | 91     | 91     | 91     | 91     | 91     | 91     | 91     | 91     | 91     | 91     | 91     | 91     | 91     |        |
| Sezon 2010                   |                         |                                |                                |                                |                                 |                           |                        |                                |                          |                            |                   |         |         |         |         |         |         |         |         |         |         |         |         |         |         |        |        |        |        |        |        |        |        |        |        |        |        |        |        |        |        |        |        |        |        |        |        |
| GP Europy – Leszno           | GP Szwecji – Göteborg   | GP Czech – Praga               | GP Danii – Kopenhaga           | GP Polski – Toruń              | GP Wielkiej Brytanii – Cardiff  | GP Skandynawii – Målilla  | GP Chorwacji – Gorican | GP Nordyckie – Vojens          | GP Włoch – Terenzano     | GP Polski – Bydgoszcz      | miejsce           | miejsce | miejsce | miejsce | miejsce | miejsce | miejsce | miejsce | miejsce | miejsce | miejsce | miejsce | miejsce | miejsce | miejsce | punkty | punkty | punkty | punkty | punkty | punkty | punkty | punkty | punkty | punkty | punkty | punkty | punkty | punkty | punkty | punkty | punkty | punkty | punkty | punkty | punkty |        |
| 8                            | 7                       | 9                              | 13                             | 9                              | 10                              | 5                         | 3                      | 7                              | 8                        | 7                          | 12                | 12      | 12      | 12      | 12      | 12      | 12      | 12      | 12      | 12      | 12      | 12      | 12      | 12      | 12      | 86     | 86     | 86     | 86     | 86     | 86     | 86     | 86     | 86     | 86     | 86     | 86     | 86     | 86     | 86     | 86     | 86     | 86     | 86     | 86     | 86     |        |
| Sezon 2012                   |                         |                                |                                |                                |                                 |                           |                        |                                |                          |                            |                   |         |         |         |         |         |         |         |         |         |         |         |         |         |         |        |        |        |        |        |        |        |        |        |        |        |        |        |        |        |        |        |        |        |        |        |        |
| GP Nowej Zelandii – Auckland | GP Europy – Leszno      | GP Czech – Praga               | GP Szwecji – Göteborg          | GP Danii – Kopenhaga           | GP Polski – Gorzów Wielkopolski | GP Chorwacji – Gorican    | GP Włoch – Terenzano   | GP Wielkiej Brytanii – Cardiff | GP Skandynawii – Målilla | GP Nordyckie – Vojens      | GP Polski – Toruń | miejsce | miejsce | miejsce | miejsce | miejsce | miejsce | miejsce | miejsce | miejsce | miejsce | miejsce | miejsce | miejsce | miejsce | punkty | punkty | punkty | punkty | punkty | punkty | punkty | punkty | punkty | punkty | punkty | punkty | punkty | punkty |        |        |        |        |        |        |        |        |
| 6                            | 5                       | 6                              | 3                              | 4                              | 7                               | 8                         | 4                      | 10                             | 5                        | 6                          | 5                 | 10      | 10      | 10      | 10      | 10      | 10      | 10      | 10      | 10      | 10      | 10      | 10      | 10      | 10      | 69     | 69     | 69     | 69     | 69     | 69     | 69     | 69     | 69     | 69     | 69     | 69     | 69     | 69     |        |        |        |        |        |        |        |        |

| Statystyki*       | Statystyki* |
| ----------------- | ----------- |
| Starty            | 87          |
| Zwycięstwa        | 4           |
| Miejsca na podium | 16          |
| Finalista         | 21          |
| Punkty            | 779         |

## Inne ważniejsze turnieje
| Osiągnięcia: | Osiągnięcia: | 7. miejsce (2005) | 7. miejsce (2005) | 7. miejsce (2005) | 7. miejsce (2005) |
| Sezon        | Miasto       | Msc               | Pkt               | Biegi             | Kluby             |
| 2005         | Gorzów Wlkp. | 7                 | 8                 | (1,3,0,2,2)       | Wrocław           |